# Плюмьё
Плюмьё (фр. Plumieux, брет. Pluvaeg, галло Ploemioec) — коммуна во Франции, находится в регионе Бретань. Департамент — Кот-д’Армор. Входит в состав кантона Лудеак. Округ коммуны — Сен-Бриё.
Код INSEE коммуны — 22241.

## География
Коммуна расположена приблизительно в 380 км к западу от Парижа, в 70 км западнее Ренна, в 50 км к югу от Сен-Бриё.

## Население
Население коммуны на 2016 год составляло 1 016 человек.
| 1962 | 1968 | 1975 | 1982 | 1990 | 1999 | 2008 | 2016 |
| ---- | ---- | ---- | ---- | ---- | ---- | ---- | ---- |
| 1493 | 1343 | 1236 | 1227 | 1178 | 1073 | 1086 | 1016 |

## Администрация
| Период | Период | Фамилия        | Партия | Примечания |
| ------ | ------ | -------------- | ------ | ---------- |
| 1995   | 2008   | Роланд Пишар   |        |            |
| 2008   | 2014   | Жерар Коннан   |        |            |
| 2014   |        | Пьеррик Ле Кан |        | служащий   |

## Экономика
В 2007 году среди 650 человек в трудоспособном возрасте (15—64 лет) 493 были экономически активными, 157 — неактивными (показатель активности — 75,8 %, в 1999 году было 69,2 %). Из 493 активных работали 461 человек (252 мужчины и 209 женщин), безработных было 32 (16 мужчин и 16 женщин). Среди 157 неактивных 61 человек были учениками или студентами, 47 — пенсионерами, 49 были неактивными по другим причинам.

## Достопримечательности
- Церковь Сен-Пьер
  - Статуя Св. Реми (XVI век). Высота — 100 см. Исторический памятник с 1960 года[3]
- Крест на кладбище (XV век). Исторический памятник с 1964 года[4]
- Статуя «Мадонна с младенцем» на кладбище (XV век). Высота — 100 см. Исторический памятник с 1988 года[5]
- Статуя Св. Иакова (XV век). Высота — 122 см. Исторический памятник с 1988 года[6]